# Hawker Henley
L'Hawker Henley fu un monomotore da traino bersagli biposto prodotto dall'azienda britannica Hawker Aircraft.
Derivato dal Hawker Hurricane per rispondere alla richiesta di un bombardiere leggero, venne convertito ed utilizzato nel nuovo ruolo dalla RAF durante la Seconda guerra mondiale.

## Storia del progetto
Nel 1934, l'Air Ministry britannico emanò la direttiva P.4/34 nella quale si richiedeva lo sviluppo di un bombardiere leggero utilizzabile anche per compiti di supporto. Nell'impresa si cimentarono la Fairey Aviation Company Limited, la Gloster Aircraft Company e la Hawker, tutte in strettissima concorrenza per poter ottenere le migliori prestazioni possibili.
Siccome veniva richiesta una modesta capacità di carico ma alte prestazioni, il team di sviluppo della Hawker scelse di concentrare i suoi sforzi nello sviluppo di un aereo di dimensioni simili al caccia Hawker Hurricane la cui fase di progettazione si trovava in uno stato molto avanzato. In questo modo l'azienda poteva risparmiare tempo e soldi riutilizzando soluzioni tecniche e componenti comuni a tutti e due i velivoli. Ne risultò l'Henley che inizialmente condivideva i pannelli alari e la coda con l'Hurricane, inoltre entrambi furono equipaggiati con il motore Merlin della Rolls-Royce che offriva il miglior rapporto peso/prestazioni a parità di superficie minima frontale. L'ala dell'Henley era ricoperta di tessuto e si scelse di dotare la coda di un ruotino d'atterraggio retrattile, mentre la cabina del velivolo poteva ospitare due persone, pilota ed osservatore/mitragliere, a differenza dell'Hurricane che era monoposto.
Anche se la produzione di un prototipo iniziò già nella metà del 1935, la produzione non fu avviata fino al 10 marzo del 1937 a causa del grande impegno della casa costruttrice nello sviluppo dell'Hurricane; nel suo primo volo l'Henley fu equipaggiato con il motore Merlin "F"; poco dopo la realizzazione del Fairey P.4/34, diretto competitore dell'Henley, il velivolo fu modificato con la sostituzione delle ali, che vennero realizzate in lega leggera ricoperte con metallo, mentre come propulsore venne adottato il Merlin I. Successivi voli di prova confermarono ulteriormente l'eccellenza delle sue prestazioni generali.
Tuttavia, l'Air Ministry decise a quel punto che non aveva più bisogno di un bombardiere leggero, e l'Henley venne nuovamente riconvertito in un rimorchiatore di bersagli e dotato di un argano ad elica per recuperare il cavo con cui veniva trainata una specie di ancora aerea usata come bersaglio dai piloti che imparavano come ingaggiare aerei nemici.
Lo sviluppo del velivolo venne subappaltato alla Gloster Aircraft Company che, dopo aver portato in volo la versione definitiva da traino il 26 maggio 1938, ne avviò la produzione in serie realizzandone 200 esemplari.

## Impiego operativo

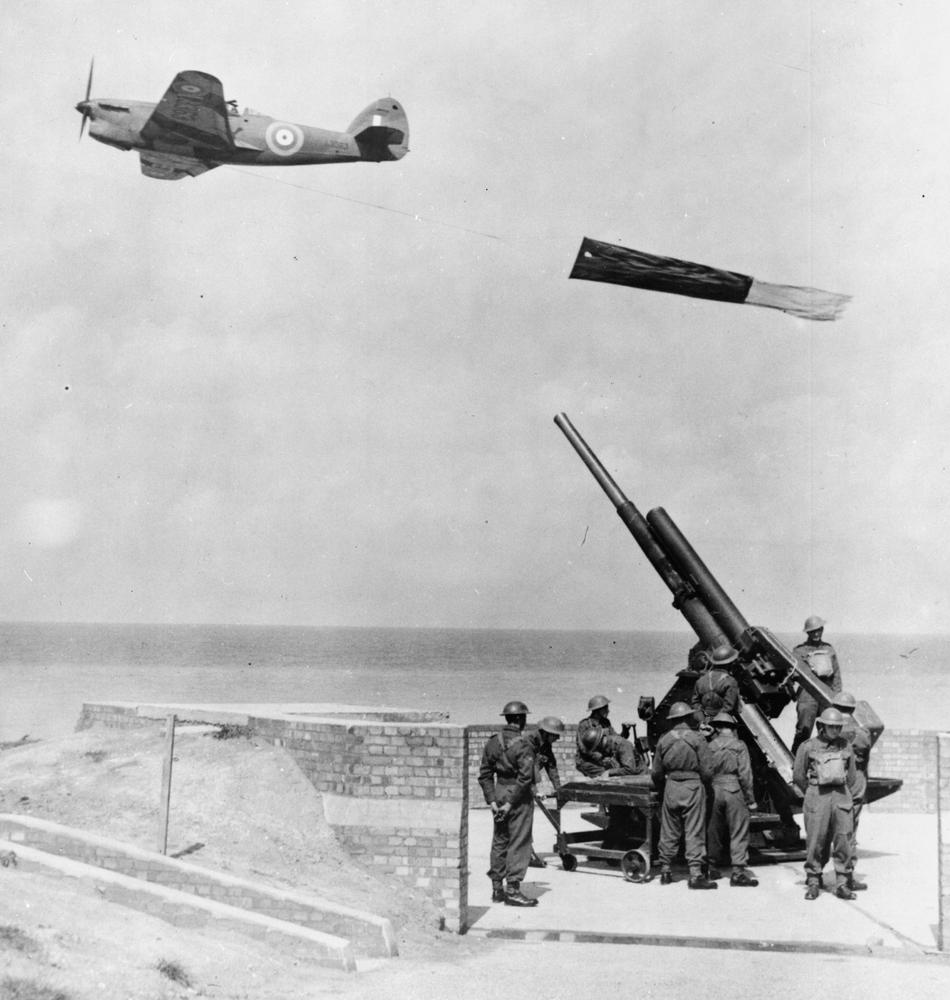
Un Hawker Henley mentre traina il falso bersaglio.

La versione prodotta in serie, denominata Henley III, entrò in servizio presso la 1ª, 5ª e 10ª Scuola Bombardieri ed Artiglieri ed anche presso le Scuole di Artiglieria Aerea di Barrow, Millom e Squires Gate. Purtroppo si scoprì ben presto che, a meno di limitare la velocità dell'aereo al valore inaccettabilmente basso di 355 km/h (220 mph), il motore era soggetto ad un tasso di rotture troppo alto. Ciò portò al ritiro degli Henley da questo ruolo e alla loro riutilizzazione nel traino di grandi falsi bersagli antiaerei. Com'era prevedibile, l'Henley dimostrò di essere ancora più inadeguato in questo ruolo e il numero di guasti al motore andò aumentando. Molti velivoli furono persi a causa dello spegnimento del motore senza riuscire a sganciare velocemente i falsi bersagli al traino. Non fu mai trovata una soluzione a questo problema e nel 1942 gli Henley in servizio furono ritirati e sostituiti dal Boulton Paul P.82 Defiant e dal Miles M.25 Martinet costruiti appositamente per questo impiego.
Secondo i registri Hawker due esemplari vennero utilizzati come banco prova motore per i motori Rolls-Royce Vulture e Griffon mentre uno venne tropicalizzato.

## Versioni
- Henley I: Prototipo
- Henley II: Secondo prototipo con cavo di traino.
- Henley III: Rimorchiatore di bersagli, ordinato in 200 esemplari dalla RAF.
- Hawker Hotspur: Prototipo, versione da caccia dell'Henley, biposto e con una torretta di fuoco con quattro mitragliatrici.

## Utilizzatori
Regno Unito
- Royal Air Force